# Khūrzān
Khūrzān (persiska: خورزان) är en ort i Iran.   Den ligger i provinsen Semnan, i den norra delen av landet, 260 km öster om huvudstaden Teheran. Khūrzān ligger 1 076 meter över havet och antalet invånare är 398.
Terrängen runt Khūrzān är platt, och sluttar brant österut.Runt Khūrzān är det glesbefolkat, med 9 invånare per kvadratkilometer. Khūrzān är det största samhället i trakten. Trakten runt Khūrzān är ofruktbar med lite eller ingen växtlighet.